# Europa-Parlamentsvalget 1989
Europa-Parlamentsvalget 1989 var et europæisk valg afholdt på tværs af de 12 EF-lande i juni 1989. Det var tredje europæiske valg, men første gang, at Spanien og Portugal stemte på samme tid som de andre medlemmer (de tiltrådte i 1986). Den samlede valgdeltagelse var på 59%

## Sædefordeling
Det var det første valg Portugal og Spanien deltog i med de andre stater. Spanien blev tildelt 60 pladser og Portugal blev tildelt 24; antallet af pladser til de øvrige stater forblev den samme.